# Коронофоральні
Коронофоральні (Coronophorales) — порядок аскомікотових грибів класу сордаріоміцети (Sordariomycetes). Порядок включає 4 родини, 26 роди та 87 видів.